# 三嶽神社
三嶽神社（みたけじんじゃ）は、岩手県花巻市にある神社。拝殿が文化財に指定されている。

## 祭神
- 大己貴命
- 木花開夜姫
- 少名彦命

## 歴史
古老伝記に矢沢の胡四王神社、湯本の羽山神社、大迫の早池峰神社の三山をもって三嶽神社というとある。安土桃山時代の天正年間（1573年－1592年）、横井氏が新田開墾を行った際、溜池を開き用水を祈願して成就したとされ、盛岡藩主南部氏より毎年玄米4斗を寄進された。拝殿は1786年（天明6年）に建てられ、かつて花巻市黒川口の観音堂であった。花巻城代・北信愛（松斎）持仏の観音を祀り、観音祭は稗和二郡の祭典として栄えたが神仏分離令のため1870年、当社の拝殿となる。1871年（明治4年）村社に列す。

## 文化財
拝殿は木造平屋建て、入母屋造、銅板葺き、平入、桁行３間、正面１間向拝付き、外壁は真壁造り板張り朱塗り。用材にケヤキを多用し、向拝柱を除き全て円柱としている。外側には向拝柱の組物や蛙股の牡丹、向拝虹梁の象鼻、唐獅子などの装飾が施されている。建物の内部は、格天井となっている。1962年（昭和37年）に花巻市指定有形文化財（建造物）に指定された。

## 交通アクセス
- 釜石線似内駅より徒歩30分
- 釜石自動車道花巻空港ICより車5分